# Iván Felipe Silva

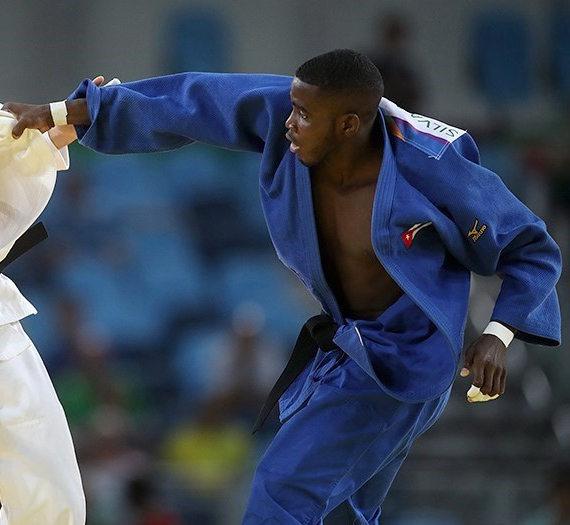
Iván Felipe Silva 2016 bei den Olympischen Spielen

Iván Felipe Silva Morales (* 8. Februar 1996 in Matanzas) ist ein kubanischer Judoka. Er war 2018 Weltmeisterschaftszweiter.

## Sportliche Karriere
Der 1,80 m große Silva kämpfte bis 2016 im Halbmittelgewicht. Silva belegte 2014 den dritten Platz bei den Panamerikanischen Meisterschaften. Im gleichen Jahr gewann er eine Bronzemedaille bei den Olympischen Jugendspielen. 2015 gewann er seinen ersten kubanischen Meistertitel. Bei den Panamerikanischen Meisterschaften 2015 belegte er den fünften Platz. Drei Monate später erreichte er das Finale bei den Panamerikanischen Spielen 2015 und unterlag gegen den US-Judoka Travis Stevens. Weitere drei Monate später erkämpfte Silva eine Bronzemedaille bei den U21-Weltmeisterschaften. 2016 gewann er vor heimischem Publikum in Havanna Bronze bei den Panamerikanischen Meisterschaften. Bei den Olympischen Spielen 2016 schied er in seinem ersten Kampf gegen den Georgier Awtandil Tschrikischwili aus.
2017 wechselte Silva ins Mittelgewicht. In diesem Jahr gewann er die kubanischen Meisterschaften und die Panamerikanischen Meisterschaften. 2018 verteidigte er seinen Titel bei den Panamerikanischen Meisterschaften und siegte bei den Zentralamerika- und Karibikspielen. Bei den Weltmeisterschaften in Baku erreichte er mit fünf Siegen das Finale, dort unterlag er dem Spanier Nikoloz Sherazadishvili. 2019 gewann er bei den Panamerikanischen Meisterschaften in Lima mit einem Finalsieg über den Brasilianer Rafael Macedo. Bei den Panamerikanischen Spielen 2019 besiegte er Macedo im Halbfinale, im Finale gewann er gegen den Kolumbianer Francisco Balanta. Bei den Weltmeisterschaften 2019 in Tokio belegte er den siebten Platz. 2020 bezwang er im Finale der Panamerikanischen Meisterschaften einmal mehr Rafael Macedo. Nachdem er bei den Weltmeisterschaften 2021 im Achtelfinale ausgeschieden war, unterlag er bei den Olympischen Spielen in Tokio in seinem Auftaktkampf dem Türken Mihael Zgank.
Im April 2022 siegte Silve bei den Panamerikanischen Meisterschaften. Bei den Weltmeisterschaften in Taschkent unterlag Silva im Viertelfinale dem Georgier Lascha Bekauri und im Kampf um Bronze dem zweiten Georgier Luka Maisuradse. 2023 bei den Weltmeisterschaften in Doha verlor Silva im Viertelfinale gegen den Italiener Christian Parlati, im Kampf um Bronze unterlag er dem Japaner Sanshiro Murao. Bei den Panamerikanischen Spielen 2023 in Santiago traf Silva im Finale wieder auf Rafael Macedo und verteidigte seinen Titel erfolgreich. Im April 2024 gewann Silva eine Bronzemedaille bei den Panamerikanischen Meisterschaften, nachdem er im Halbfinale gegen Robert Florentino aus der Dominikanischen Republik verloren hatte. Nach seinem siebten Platz bei den Weltmeisterschaften 2024 in Abu Dhabi schied Silva bei den Olympischen Spielen 2024 in Paris in seinem Auftaktkampf genen den Kirgisen Erlan Scherow aus.